# Gräffingen (Hof)
Gräffingen, auch Hof Gräffingen, ist ein Wohnplatz auf der Gemarkung des Boxberger Stadtteils Uiffingen im Main-Tauber-Kreis im fränkisch geprägten Nordosten Baden-Württembergs.

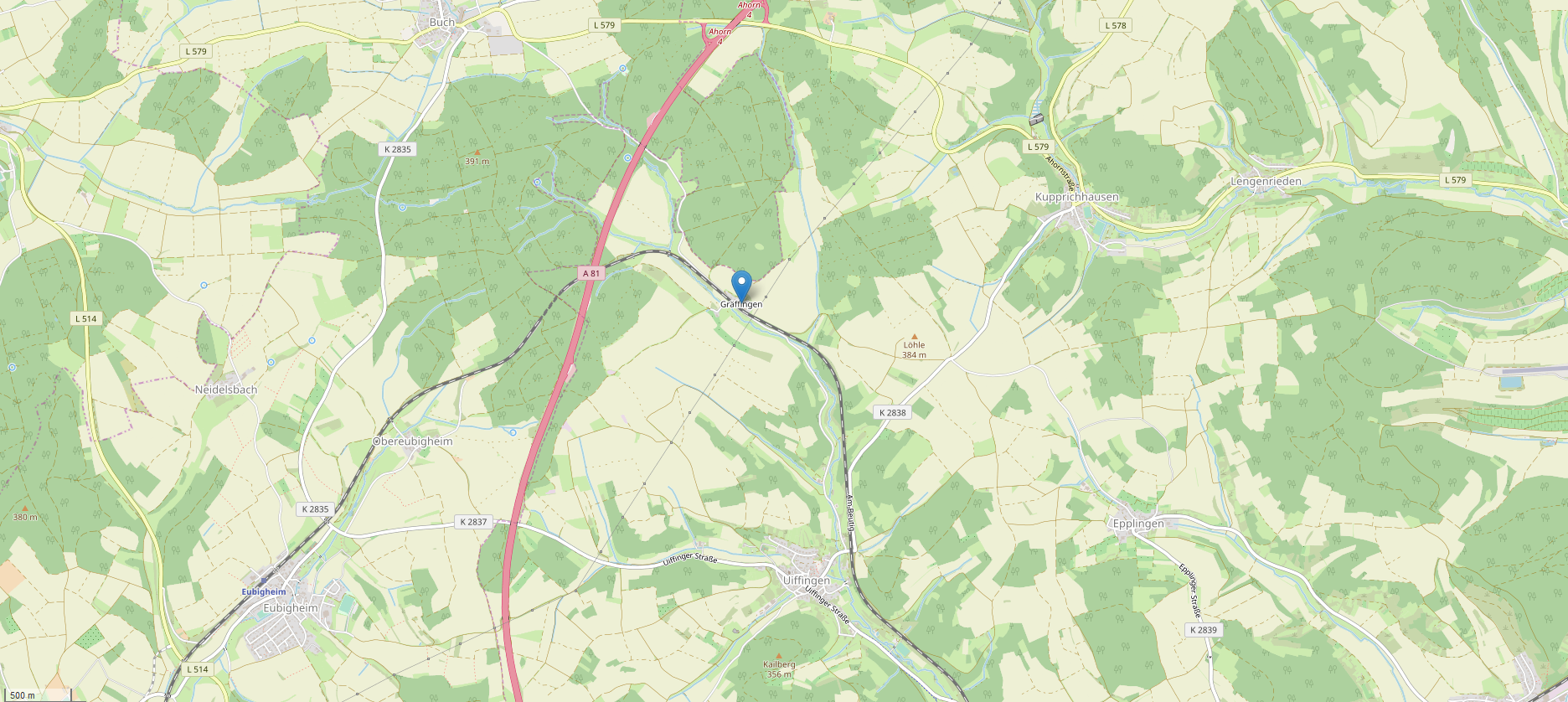
Lage des Weilers Gräffingen

## Geographie
Gräffingen liegt kurz nach dem Beginn des quellreichen Umpfertals. Die Bebauung des Weilers erstreckt sich auf beiden Seiten der Umpfer mit wenigen Häusern.

## Geschichte
Der Ort wurde im Jahre 1245 erstmals urkundlich als Greuinwinden erwähnt. Es handelt sich um eine Wendenansiedlung der fränkischen Zeit, die vom benachbarten Uiffingen her angelegt wurde. Im Jahre 1390 bestand der Ort aus lediglich einem Hofgut. Die herrschaftliche Zugehörigkeit schwankte zwischen Boxberg und dem Schüpfergrund sowie der Zent Boxberg und der Zent Königshofen. Im Jahre 1610 erwarb Kurpfalz das letzte Viertel des Ortes von Eberhard von Dienheim. Seitdem gehörte der Ort ganz zum Oberamt Boxberg und gelangte wie dieses im Jahre 1803 an Leiningen, bevor der Ort 1806 badisch wurde.
Der Ort kam als Teil der ehemals selbständigen Gemeinde Uiffingen am 1. Januar 1973 zur Stadt Boxberg.

## Religion
Kirchlich gehörte der Ort wohl ursprünglich zur Pfarrei Uiffingen. Mit der Reformation gelangten die Reformierten zu Boxberg. Heute gehören die Evangelischen wieder zu Uiffingen. Die Katholiken gehörten lange rechtlich zu Angeltürn, wurden aber von Kupprichhausen aus pastoriert. Heute gehören die Katholiken zu Kupprichhausen.

## Verkehr
Gräffingen liegt an der Frankenbahn, jedoch ohne eigene Haltestelle. Von Uiffingen ist der Weiler nach etwa zwei Kilometern über die gleichnamige Gräffinger Straße zu erreichen, die anschließend bis zur L 579 bei Buch am Ahorn weiterführt.